# NoGoD
NoGoD(ノーゴッド)는 일본의 비주얼 계 록밴드이다. 소속 사무소는 ART POP ENTERTAINMENT, 레코드 회사는 소속 사무소의 내부 레이블인 인디즈에 소속했다가 2010년 데뷔와 함께 킹 레코드로 변경했다.